# Economia do Kosovo
A economia do Kosovo é uma das menos desenvolvidas da Europa, com uma renda per capita calculada em cerca de 1.500 euros (US$ 2.202) por ano. 
O grande destaque da economia de Kosovo é a área da mineração, com matérias-primas como zinco, chumbo, níquel, cromo, ouro e, principalmente, carvão, que os deixa sendo a terceira maior reserva do continente.